# پروتئین‌کافت

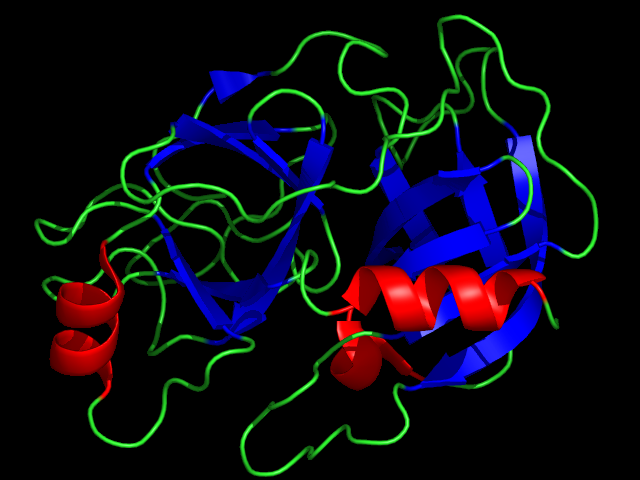
ساختار کریستالوگرافی اشعه ایکس تریپسین.

پروتئین‌کافت (به انگلیسی: Protolysis یا Proteolysis) فرایند تجزیه پروتئین به وسیلهٔ آنزیمهای پروتئاز یا به وسیله هضم بین‌مولکولی است.